# Manfred Oppermann (Politiker)

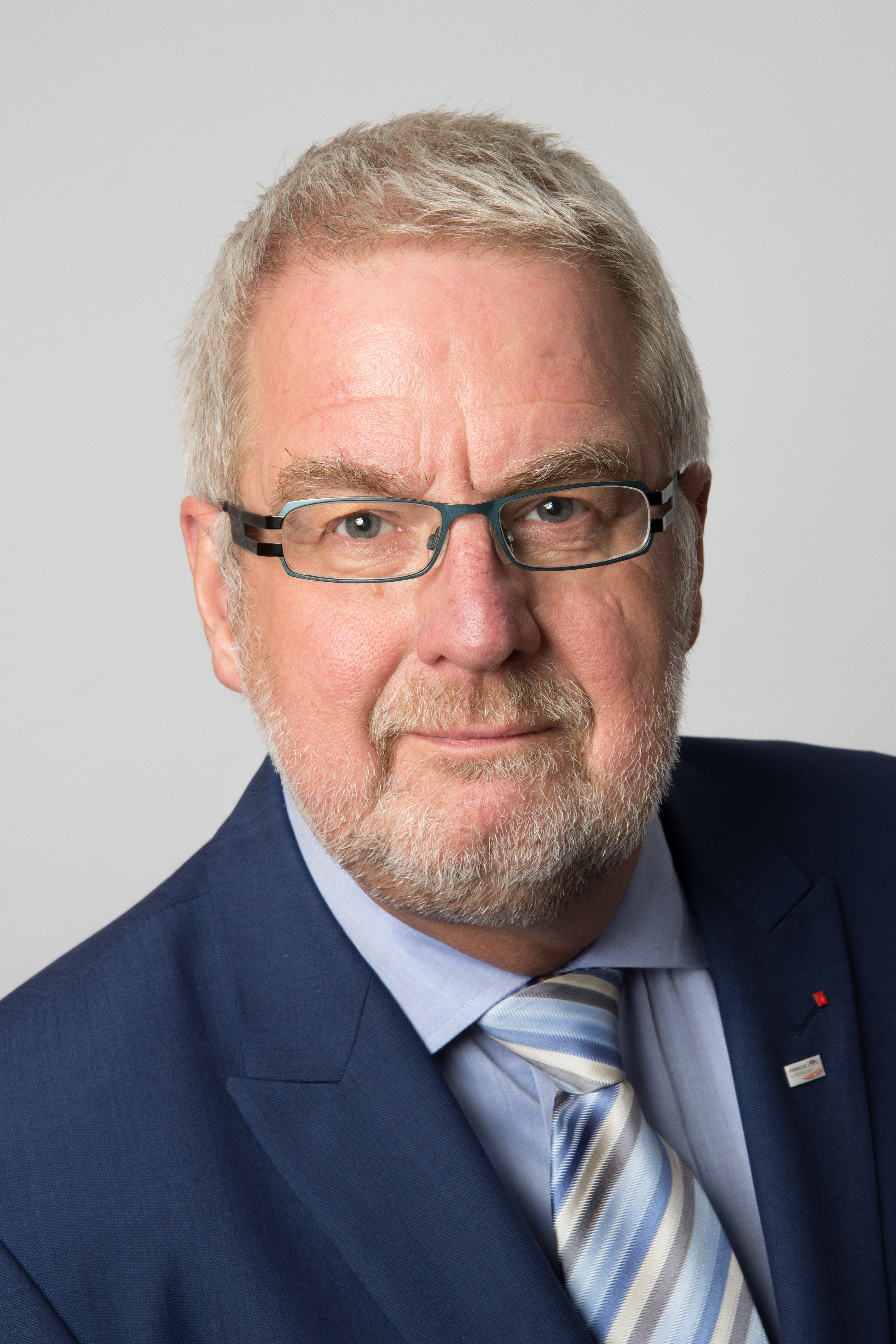
Manfred Oppermann, 2014

Manfred Oppermann (* 5. Januar 1951 in Bremen; † 10. Juni 2023 ebenda) war ein bremischer Politiker (SPD) und war Abgeordneter der Bremischen Bürgerschaft.

## Biografie

### Ausbildung und Beruf
Oppermann begann Ende Dezember 1966 nach seinem Hauptschulabschluss eine Berufsausbildung als Speditionskaufmann. Nach Abschluss der Lehre wurde er von seinem Ausbildungsbetrieb übernommen und war als kaufmännischer Angestellter tätig. 1971 wechselte er zu einer anderen Spedition und war dort Exportsachbearbeiter. In diesem Unternehmen wurde er 1978 zum stellvertretenden Leiter der Im- und Exportabteilung und zum Handlungsbevollmächtigten ernannt. 1990 wechselte er abermals zu einer anderen Spedition und wurde dort zum Leiter der Importabteilung ernannt und erhielt auch dort Handlungsvollmacht. Von 1996 bis 2011 war er als selbstständiger Immobilienmakler tätig.

### Privates
Oppermann war verheiratet mit Gisela Oppermann, das Paar hat eine Tochter. Er wurde auf dem Riensberger Friedhof in Bremen beigesetzt.

### Politik
Oppermann war seit Januar 1967 Mitglied der ÖTV und heute von ver.di. 1968 trat er in die SPD ein. 1975 bis 1991 war er Mitglied im Beirat beim Ortsamt Huchting und acht Jahre davon Sprecher des Sozialausschusses. 1987 bis 1991 war er Sprecher des Beirats. 1991 bis 1995 saß er als sachkundiger Bürger im Verkehrsausschuss und war 1987 bis 1991 Zweiter Vorsitzender der Kommission zur Abwehr des Fluglärms auf dem Flughafen Bremen. Oppermann war 1996 bis 2002 Zweiter Vorsitzender des SPD-Unterbezirkes Bremen-Stadt. Er war bis zu dessen Auflösung Landes- und Unterbezirksdelegierter und Erster Vorsitzender des Ortsvereins Grolland der SPD.
Er war 16 Jahre vom 28. Juni 1999 bis 2015 Abgeordneter in der Bürgerschaft. Bei der Bürgerschaftswahl 2011 wurde er über Personenwahl in die Bürgerschaft gewählt.

Dort war er vertreten im Ausschuss für Angelegenheiten der Häfen im Lande Bremen, Ausschuss für Integration, Bundes- und Europaangelegenheiten, internationale Kontakte und Entwicklungszusammenarbeit und im Petitionsausschuss (Land und Stadt) sowie in der städtischen Deputation für Wirtschaft, Arbeit und Häfen. Er war Sprecher der SPD-Fraktion für Petitionsangelegenheiten.

### Weitere Mitgliedschaften
Oppermann war Mitglied 
- im Aufsichtsrat der bremenports GmbH & Co. KG
- im Präsidium der AWO Bremen
- in der Interessengemeinschaft Huchtinger Unternehmer e. V.
- im Vorstand des St.-Remberti-Stifts Bremen (ehrenamtlich)